# Joseph Carrara
Joseph Carrara (Hauteville, 9 marzo 1938 – La Tronche, 13 luglio 2024) è stato un ciclista su strada francese, professionista dal 1958 al 1966 e vincitore di una tappa al Giro d'Italia 1962 e del Giro di Catalogna 1964.

## Carriera
Corridore francese nato da emigranti bergamaschi, passò al professionismo nel 1958 dimostrando buone attitudini da scalatore. Nel corso della carriera conquistò poche ma significative vittorie, tra le quali vi furono la quinta tappa del Giro d'Italia 1962 a Rieti e la classifica finale del Giro di Catalogna di due anni dopo grazie al successo in solitaria nella quarta frazione.

## Palmarès
- 1961

Annemasse-Bellegarde et Retour
- 1962

5ª tappa Giro d'Italia (Perugia > Rieti)
2ª tappa Grand Prix de Fourmies
- 1963

Grand Prix d'Antibes
- 1964

4ª tappa, 1ª semitappa Giro di Catalogna (Lloret de Mar > Ribes de Freser)
Classifica generale Giro di Catalogna
Grand Prix de Thizy

## Piazzamenti

### Grandi Giri
- Giro d'Italia

1962: ritirato (6ª tappa)
- Tour de France

1962: ritirato (12ª tappa)

### Classiche monumento
- Milano-Sanremo

1965: 84º
- Giro di Lombardia

1964: 38º